# Mycalesis mildbraedi
Mycalesis mildbraedi är en fjärilsart som beskrevs av M.Gaede 1915. Mycalesis mildbraedi ingår i släktet Mycalesis och familjen praktfjärilar. Inga underarter finns listade i Catalogue of Life.